# Botni
Botni er en lille bygd, der ligger omkring 3 km nordvest for den noget større Vágur på Suðuroy. Færøernes første vandkraftværk blev opført i Botni 1921. Hovedformålet var at gøre det muligt at tørre fisk også om vinteren og forsyne Vágur med el. Værket er senere blevet udvidet i flere etaper og producerer ca. 10 % af Suðuroys el. 